# New Enterprise Associates
New Enterprise Associates (NEA) est une société internationale de capital-risque.
New Enterprise Associates s'implique dans toutes les étapes de financement d'une entreprise, de la phase d'amorçage (seed stage) à la phase de croissance (groth stage). NEA investit dans trois grands secteurs industriels : les technologies de l'information, les soins de santé, et les technologies de l'énergie. Lorsqu'elle ouvre son 14e fonds en 2012, elle est, avec plus de 13 milliards de dollars américains de capital engagé, la plus grande société de capital-risque au monde,,,.
La société est basée à Menlo Park en Californie et à Washington DC. Elle possède aussi des bureaux à Baltimore, Bangalore, Pékin, Boston, Mumbai, New York et Shanghai.

## Histoire
La société est fondée en 1977 par Richard C. Kramlich, Chuck Newhall et Frank Bonsaï. Kramlich avait travaillé avec le célèbre gestionnaire de capital-risque Arthur Roche depuis 1969 et Frank Bosnal avait été un banquier d'affaires chez Alex. Brown & Sons où il s'était concentré sur les introductions en bourse pour les entreprises en démarrage. Chuck Newhall avait géré auparavant un fonds d'investissement pour T. Rowe Price dans les années 1970. La société a été fondée avec des bureaux à la fois sur la côte Est et la côte Ouest des États-Unis.
Parmi les premiers investissements de l'entreprise, on trouvait 3Com que New Enterprise Associates a soutenu avec le Mayfield Fund et Jack Melchor de Melchor Venture en 1981.
Le premier fonds d'investissement de New Enterprise Associates n'avait que 16 millions de dollars de capital. Le deuxième fonds de l'entreprise a recueilli 45 millions et le troisième fonds a attiré 125 millions de dollars en 1984. La société a continué de croître de façon constante[Quoi ?] tout au long des années 1980 et au début des années 1990, recueillant 900 millions de dollars de 1987 à 1996 dans quatre fonds.
Avec son huitième fonds, en 1998, l'entreprise a considérablement augmenté[Combien ?] la taille de ses fonds d'investissement[évasif]. En 2000, le dixième fonds de New Enterprise Associates avait 2,3 milliards de dollars d'engagements des investisseurs. Après avoir recueilli un plus modeste 1,1 milliard de dollars en 2004 pour son onzième fonds, New Enterprise Associates a réussi à amasser 2,3 milliards et 2,5 milliards de dollars pour ses deux fonds suivants. 
En 2010, l'entreprise a lancé son treizième fonds muni de 2,5 milliards de dollars. En 2012, un quatorzième fonds ajoutait 2,6 milliards de dollars au capital de l'entreprise.
En septembre 2014, New Enterprise Associates se classait comme la plus grande société de capital-risque dans le monde avec plus de 13 milliards de dollars en capital engagé dans 14 fonds[citation nécessaire].

## Investissements
Parmi les compagnies dans lesquelles New Enterprise Associates a investi dans le passé, on trouve 3com, Appian, Bloom Energy, Braintree, Boingo Wireless, Box, CareerBuilder, Climate Corporation, Coursera, Cvent, Diapers.com, Duolingo, Fusion-io, Groupon, Gilt Groupe, Houzz, Juniper Networks, The Learning Company, Lot18, Macromedia, MongoDB (en), MuleSoft, Nicira, Opower, Pentaho, Salesforce.com, SMIC, Spreadtrum, Tableau Software, TiVo, Topera Medical, Vonage, WebMD, Workday, and ZeroFOX.
Les investissements actuels sont listés sur le site officiel, section Porfolio.